# Flowers
Flowers là series visual novel thuộc thể loại yuri do hãng phần mềm Innocent Grey phát triển. Phần đầu của series, Flowers: Le volume sur printemps, ra mắt vào năm 2014, 3 phần còn lại được ra mắt lần lượt vào năm 2015, 2016 và 2017.

## Tổng quan

### Trò chơi
Tên và nội dung của các phần trò chơi được chia làm 4 mùa theo tiếng Pháp: printemps cho mùa xuân, été cho mùa hạ, automne cho mùa thu và hiver cho mùa đông.
- Flowers: Le volume sur printemps là phần đầu tiên của series, được ra mắt trên hệ điều hành Microsoft Windows vào ngày 18 tháng 4 năm 2014 [2], và được chuyển thể cho dòng máy PlayStation Portable và PlayStation Vita bởi Prototype vào ngày 9 tháng 10 năm 2014.[3][4] Trò chơi ra mắt bản tiếng Anh trên hệ điều hàn Microsoft Windows vào ngày 17 tháng 8 năm 2016.[5]
- Flowers: Le volume sur été là phần thứ hai của series, được ra mắt trên hệ điều hành Microsoft Windows vào ngày 17 tháng 4 năm 2015 [6], và được chuyển thể cho dòng máy PlayStation Portable và PlayStation Vita bởi Prototype vào ngày 22 tháng 10 năm 2015.[7][8] Trò chơi dự định ra mắt bản tiếng Anh trên hệ điều hành Microsoft Windows vào quý 4 năm 2017.[9]
- Flowers: Le volume sur automne là phần thứ ba của series, được ra mắt trên hệ điều hành Microsoft Windows vào ngày 27 tháng 5 năm 2016 [10], và được chuyển thể cho dòng máy PlayStation Portable và PlayStation Vita bởi Prototype vào ngày 17 tháng 11 năm 2016.[11]
- Flowers: Le volume sur hiver là phần thứ tư, cũng là phần cuối của series, được ra mắt trên hệ điều hành Microsoft Windows vào ngày 15 tháng 9 năm 2017 [12], và được chuyển thể cho dòng máy PlayStation Portable và PlayStation Vita bởi Prototype vào ngày 16 tháng 3 năm 2018 [13].

### Sản phẩm khác
Bên cạnh trò chơi, các sản phẩm khác dựa trên series được ra mắt: 6 đĩa audio drama được phát hành trong phiên bản giới hạn trên hệ điều hành Microsoft Windows và trên các thiết bị khác. Nhạc của trò chơi được phát hành thành 4 album soundtrack. Ba sách fanbook dựa trên ba phần đầu cũng được phát hành.
Trên phần mềm nhắn tin LINE, dán nhãn của các nhân vật trong visual novel Flowers được phát hành bởi hãng phần mềm Innocent Grey.

## Phát triển
Series trò chơi Flowers được phát triển bởi hãng phần mềm Innocent Grey. Trò chơi được minh hoạ bởi CEO của hãng phần mềm Innocent Grey là Sugina Miki. Trò chơi do Hatsumi Shimizu viết kịch bản, đây cũng là kịch bản đầu tay. Âm nhạc trong trò chơi do Manyo viết nhạc và lời cũng như chuyển thể từ các bản nhạc sử dụng trong múa ba-lê. Khác với những trò chơi trước đây, nhà phát triển quyết định không tập trung vào cái chết của nhân vật, thay vào đó, họ tập trung vào đời sống thường ngày của các nữ sinh và cách họ hợp tác với nhau để giải quyết những điều kì bí tại trường của mình.
Trong buổi thảo luận với giới báo chí tại Anime Expo vào tháng 7 năm 2015, JAST USA thông báo rằng họ sẽ phát hành bản tiếng Anh của phần đầu tiên của trò chơi vào cuối năm 2015. Bản thử nghiệm cuối cùng được ra mắt vào tháng 2 năm 2016. và bản đầy đủ được dự kiến phát hành vật lí và kĩ thuật số vào tháng 3 năm 2016. Vì lỗi dịch thuật, JAST USA phải lùi thời gian phát hành trò chơi để có thời gian sửa lỗi và đảm bảo chất lượng; cuối cùng bản tiếng Anh của trò chơi được ra mắt vào tháng 6 năm 2016.

## Đón nhận
Trò chơi nhận được phản hồi tích cực từ các nhà phê bình. Estrada Marcus của trang Hardcore Gamer cho rằng phần Primtemps là "tin vui cho người hâm mộ thể loại yuri" và diễn tả hình ảnh trong trò chơi rất "tráng lệ".
Năm 2017, phần cuối cùng Flowers: Le volume sur hiver giành được giải thưởng trò chơi xuất sắc nhất tháng 9 của Moe Game Awards.
| Năm  | Giải thưởng             | Tham gia                     | Kết quả   | Chú thích |
| ---- | ----------------------- | ---------------------------- | --------- | --------- |
| 2017 | Moe Game Awards tháng 9 | Flowers: Le volume sur hiver | Đoạt giải | [ 29 ]    |